# Copa de Naciones Norteamericana 1990
También conocida como Copa NAFC 1990. Tercer torneo de naciones organizado en Norteamérica, primero en la era de la Concacaf. El certamen se llevó a cabo en Canadá en mayo de 1990. La selección local se coronó campeona al ganar sus dos partidos, obteniendo así su primer título como selección.

## Partidos
| 6 de mayo de 1990 | Canadá  | 1:0 | Estados Unidos | Estadio Swangard, Burnaby |  |
|                   | Catliff |     |                |                           |  |

| 10 de mayo de 1990 | México    | 1:0 | Estados Unidos | Estadio Swangard, Burnaby |  |
|                    | L. Flores |     |                |                           |  |

| 13 de mayo de 1990 | Canadá  | 2:1 | México    | Estadio Swangard, Burnaby |  |
|                    | Catliff |     | L. Flores |                           |  |

### Clasificación
| Equipo         | Pts | PJ | PG | PE | PP | GF | GC |
| -------------- | --- | -- | -- | -- | -- | -- | -- |
| Canadá         | 4   | 2  | 2  | 0  | 0  | 3  | 1  |
| México         | 2   | 2  | 1  | 0  | 1  | 2  | 2  |
| Estados Unidos | 0   | 2  | 0  | 0  | 2  | 0  | 2  |

| Bandera de Canadá         |
| Campeón Canadá 1.° título |

## Goleadores
3 goles
- John Catliff

2 goles
- Luis Flores

- Datos: Q304865